# Чърк
Чърк (на английски: Chirk, на уелски: Y Waun, Ъ Уа̀йн) е град в Северен Уелс, графство Рексъм. Разположен е около река Дий на границата с Англия и на около 15 km южно от административния център на графството Рексъм. Архитектурни забележителности на града са замъка Чърк Касъл, посторен през 13 век и акведукта, построен в началото на 19 век. Има жп гара. Населението му е около 4500 жители според данни от преброяването през 2011 г.